# Je voudrais changer d'chapeau
Albums de La Bottine souriante
Tout comme au jour de l'An
(1987) Jusqu'aux p'tites heures
(1991)
Je voudrais changer d'chapeau est le sixième album du groupe québécois La Bottine souriante, sorti en 1988.
Le groupe expérimente dans cet album de nouvelles sonorités musicales.

## Liste des pistes
| No  | Titre                                                 | Durée |
| --- | ----------------------------------------------------- | ----- |
| 1.  | Le festin de campagne / Marie sauce ton pain          | 3:50  |
| 2.  | La gigue à M.Lasanté / La gigue à Médée               | 3:38  |
| 3.  | C'est dans Paris                                      | 2:50  |
| 4.  | Le rêve du quéteux Tremblay 1                         | 1:26  |
| 5.  | La brunette est là / Le reel des quatre fers en l'air | 4:17  |
| 6.  | Belle Virginie                                        | 1:35  |
| 7.  | Je voudrais changer d'chapeau / Reel Béatrice         | 4:33  |
| 8.  | Les filles de La Rochelle                             | 2:49  |
| 9.  | La valse des Bélugas                                  | 3:19  |
| 10. | Hommage à Edmond Parizeau / Dedicado à Jos            | 4:34  |
| 11. | La contumace                                          | 3:25  |
| 12. | Le rêve du quéteux Tremblay 2                         | 1:51  |

## Musiciens
- Yves Lambert : accordéon diatonique, harmonica et voix;
- Michel Bordeleau : mandoline, violon, voix, caisse claire, podorythmie
- André Marchand : guitare, pieds et voix;
- Martin Racine : violon, mandole et voix;
- Invités:
  - Denis Fréchette : piano, accordéon piano et trompette;
  - Réjean Archambault : contrebasse;
  - Robert Ellis : trombone basse;
  - Lisa Ornstein : violon;
  - Dominique D'Haïti : violon;
  - Anne Perrot : violoncelle;
  - Daniel Plamondon : violon alto.

## Distinction
- Prix Juno 1989 catégorie Best Roots/Traditional Album[2].